# Polypedilum vanderplanki
Polypedilum vanderplanki is een muggensoort uit de familie van de dansmuggen (Chironomidae). De wetenschappelijke naam van de soort is voor het eerst geldig gepubliceerd in 1951 door Hinton.
De soort komt voor in steppegebieden van Afrika, onder meer in het noorden van Nigeria en Oeganda. De larven leven in kokervormige nesten in de modder onderin poelen, die echter vaak droogvallen. De larven drogen dan uit tot een vochtgehalte beneden de 3% (gewicht) in droge lucht. In deze toestand kan de larve zeer extreme invloeden overleven: temperaturen van -270 tot 102 graden Celsius, onderdompeling in pure ethanol, hoge doseringen gammastraling (tot 7000 gray) en blootstelling aan vacuüm. De larve kan in deze toestand tot 17 jaar overleven. Wanneer hij nat wordt, door regen, neemt hij snel vocht op en heeft na zes uur weer een vochtgehalte van 33%. Het uitdrogingsproces kan hij succesvol 10 keer herhalen. Na een uur vocht opnemen wordt de larve weer actief en hij blijkt in staat om zijn DNA te repareren.